# Gesico
Gesico – miejscowość i gmina we Włoszech, w regionie Sardynia, w prowincji Sud Sardynia. Graniczy z Escolca, Guamaggiore, Guasila, Mandas, Selegas, Suelli i Villanovafranca.
Według danych na rok 2004 gminę zamieszkiwało 988 osób, 39,5 os./km².